# Victoria Nuland

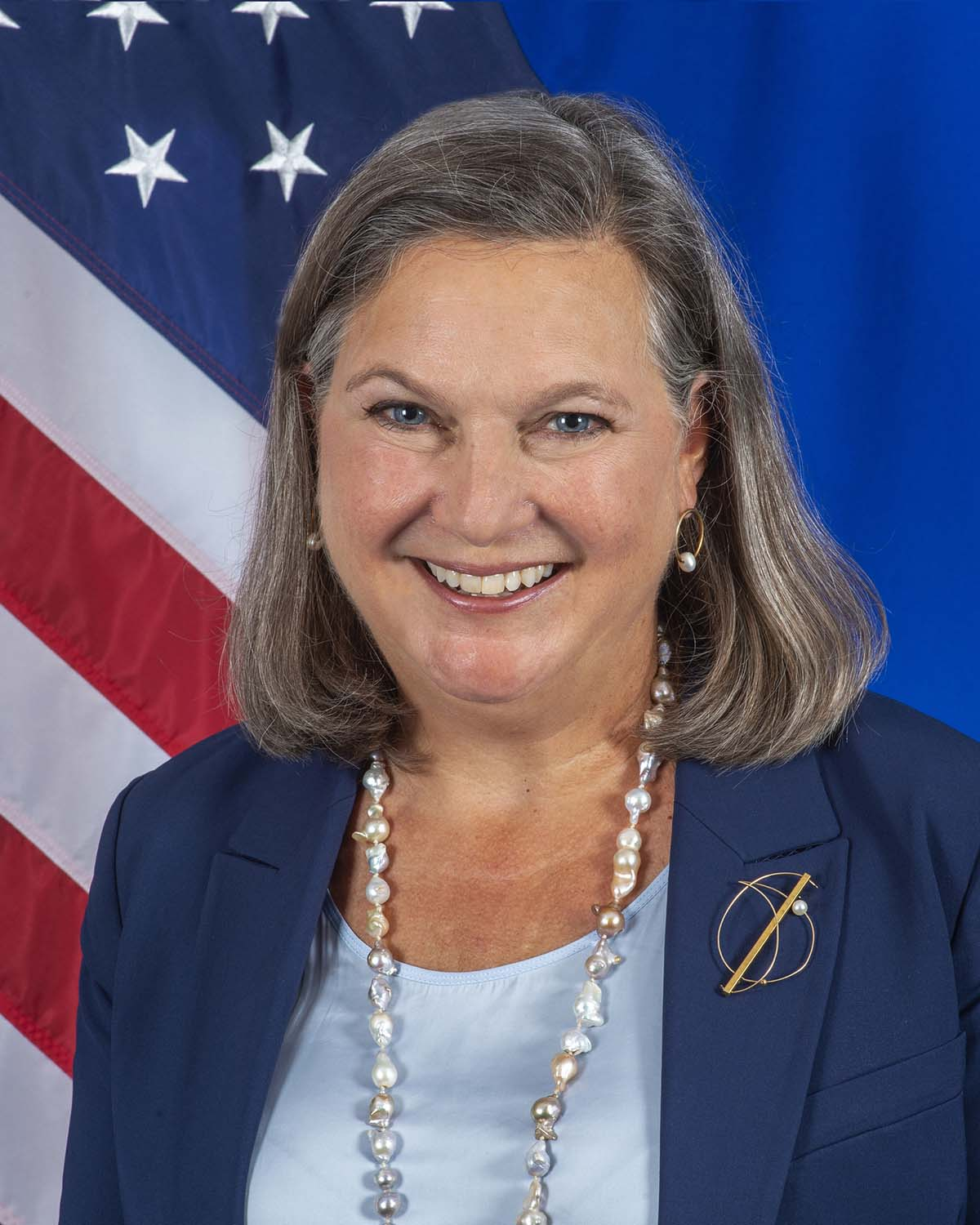
Victoria Nuland (2021)

Victoria Nuland (ur. 1961 w Nowym Jorku) – amerykańska dyplomatka. Asystent sekretarza stanu w amerykańskim Departamencie Stanu, szefowa Biura ds. Europy i Eurazji (Bureau of European and Eurasian Affairs).

## Życiorys
Urodziła się w rodzinie żydowskiej. Jej rodzicami byli Sherwin B. Nuland (urodzony Shepsel Bar Nudelman) i chrześcijanka Rhona McKhann. Jako dyplomata Nuland pracowała m.in. na placówkach w Chinach (Guangzhou) i Rosji (Moskwa). Pomagała organizować nową ambasadę Stanów Zjednoczonych w Ułan Bator.
Od 2005 do 2008 roku była stałym przedstawicielem USA przy NATO. W lecie 2011 roku została mianowana rzecznikiem prasowym Departamentu Stanu, a 18 września 2013 roku otrzymała stanowisko asystenta sekretarza stanu (Assistant Secretary of State for European and Eurasian Affairs). Była odpowiedzialna za stosunki z 50 krajami Europy i Eurazji oraz z NATO, Unią Europejską i OBWE.
Od 2018 r. CEO w Center of a New American Security w Waszyngtonie.
Nuland jest mężatką. Jej mężem jest historyk Robert Kagan. Mają dwoje dzieci. Nuland włada francuskim i rosyjskim.

## Kontrowersje
W lutym 2014 roku nieznane osoby opublikowały na internetowym serwisie YouTube podsłuchaną prywatną rozmowę, którą Nuland prowadziła z ambasadorem USA na Ukrainie Geoffreyem Pyattem. W czasie tej rozmowy niepochlebnie wyrażała się ona o Unii Europejskiej, używając przy tym słów wulgarnych. Krytycznie też wypowiedziała się o Witaliju Kłyczce, jednym z przywódców ukraińskiej opozycji.